# أوغستبوردورن
أوغستبوردورن (بالإنجليزية: Augstbordhorn)‏ هو أحد جبال سلسلة جبال الألب بينيني وجزء من القمة الأم جبل مونتي روزا يقع في كانتون فاليز، سويسرا. يبلغ ارتفاع الجبل حوالي 2971 متر، بينما يبلغ ارتفاع نتوء الجبل 168 متر.